# Skåneleden

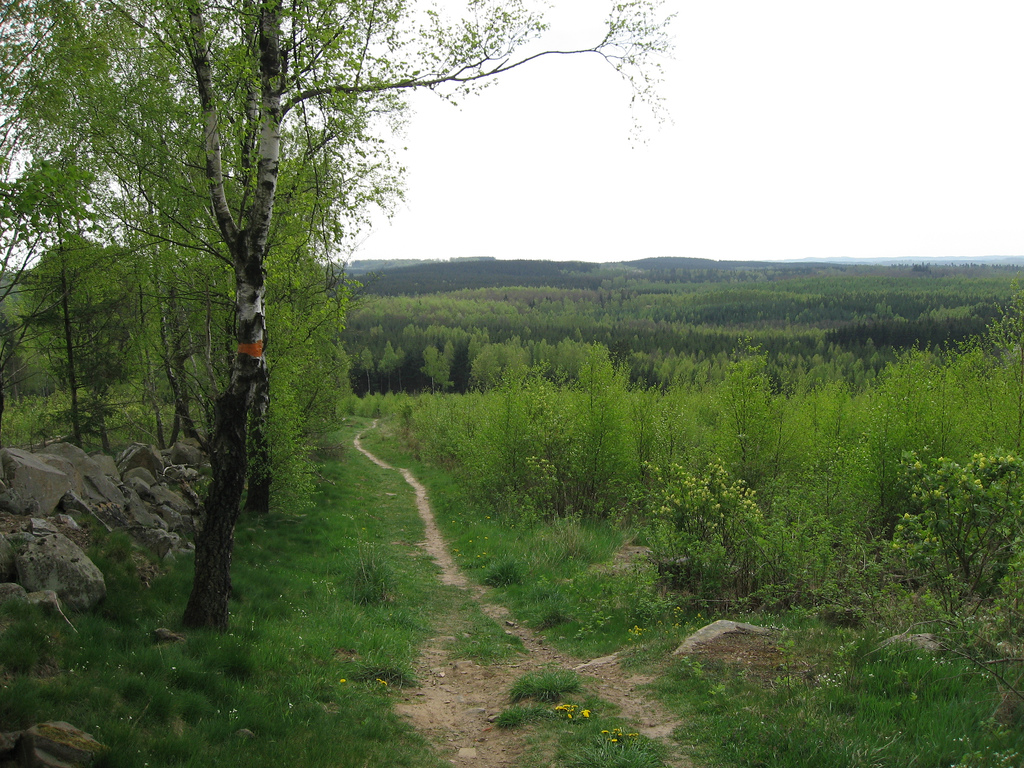
Skåneleden over de Romeleåsen

Skåneleden (Skånepad) is een netwerk van wandelpaden in het landschap Skåne in het zuiden van Zweden. Het Skåneleden bestaat sinds 1978. 
Het Skåneleden bestaat uit zes verschillende routes die oorspronkelijk een gezamenlijke lengte hadden van 950 kilometer. Anno 2020 is de totale lengte 1300 km. Het netwerk wordt aangegeven met oranje markeringen.

## Routes
De routes waaruit het netwerk bestaat zijn:
- Het Kust till Kustleden (Kust naar Kustpad) bestaat uit een oostelijk deel en een westelijk deel en loopt van Sölvesborg  naar Örlid in de buurt van Ängelholm in het westen.
- Het Nord till Sydleden  (Noord naar Zuidpad) bestaat uit een noordelijk deel en een zuidelijk deel. Loopt van Hårsjö in het noorden tot Trelleborg in het zuiden. Het zuidelijke deel van dit pad loopt door het nationaal park Dalby Söderskog.
- Het Ås till åsleden (Heuvelrugpad) loopt van  Åstorp naar Brösarp. Het Ås till åsleden loopt door het nationaal park Söderåsen.[1]
- Het Österlenleden, dit pad door loopt door Österlen het zuidoosten van Skåne. Het pad begint in Ystad en eindigt bij het kasteel Snogeholm. Het pad loopt door het nationaal park Stenshuvud.
- Het Öresundleden, dit pad loopt in een cirkel om het schiereiland Falsterbonäset. Het begint in Utvälinge en eindigt daar in de buurt in Trelleborg.